# Łaskawiec
Łaskawiec – skała o pionowej ścianie znajdująca się w skrajnej, południowej części Ojcowskiego Parku Narodowego (OPN). Znajduje się na orograficznie lewym, zalesionym zboczu Doliny Prądnika. Dolina zwęża się w tym miejscu do ok. 60 m szerokości, tworząc skalną bramę. Jeden z bastionów tej bramy tworzy właśnie skała Łaskawiec, drugi Bukowa Skała i Szabelki, znajdujące się na przeciwległym zboczu. Tuż obok skały Łaskawiec istnieje Dom Rekolekcyjny Zgromadzenie Zmartwychwstania Pana Naszego Jezusa Chrystusa, zwanych krótko Zmartwychwstańcami oraz kaplica pod wezwaniem Zstąpienia Chrystusa Pana do Otchłani. Od 1996 zarówno dom rekolekcyjny, jak i kaplicę przejęły siostry św. Jadwigi Królowej. W 1994 w pionowej ścianie Łaskawca zamontowano tablicę upamiętniającą żołnierzy Armii Krajowej, którzy odprawiali tutaj polowe msze św.
Ze skałą tą związana jest legenda, pochodząca jeszcze z czasów, gdy chłopi zmuszeni byli odrabiać pańszczyznę. Znany z bezduszności wobec biednych chłopów właściciel tych terenów pozwalał im na swojej ziemi w bardzo jałowych i skalistych miejscach siać 3 garnce jęczmienia, w zamian za co musieli mu oddawać czwartą część. Gdy nastał czas zbiorów, chłop uprawiający jęczmień nad skałą przyznawał się tylko do czterech garncy zbioru, zamiast do pięciu. Niedowierzający mu pan wszedł na skałę, by osobiście policzyć kłosy. Kiedy sięgał po ostatni już kłos, rosnący tuż nad stromą ścianą, spadł z niej, ponosząc śmierć na miejscu. Wdzięczni za uwolnienie ich od złego pana chłopi nazwali tę skałę Łaskawcem. Legendę tę zanotował Oskar Kolberg.
W pobliżu skały Łaskawiec znajduje się na tym samym zboczu skała Sukiennice i Chata pustelnika.

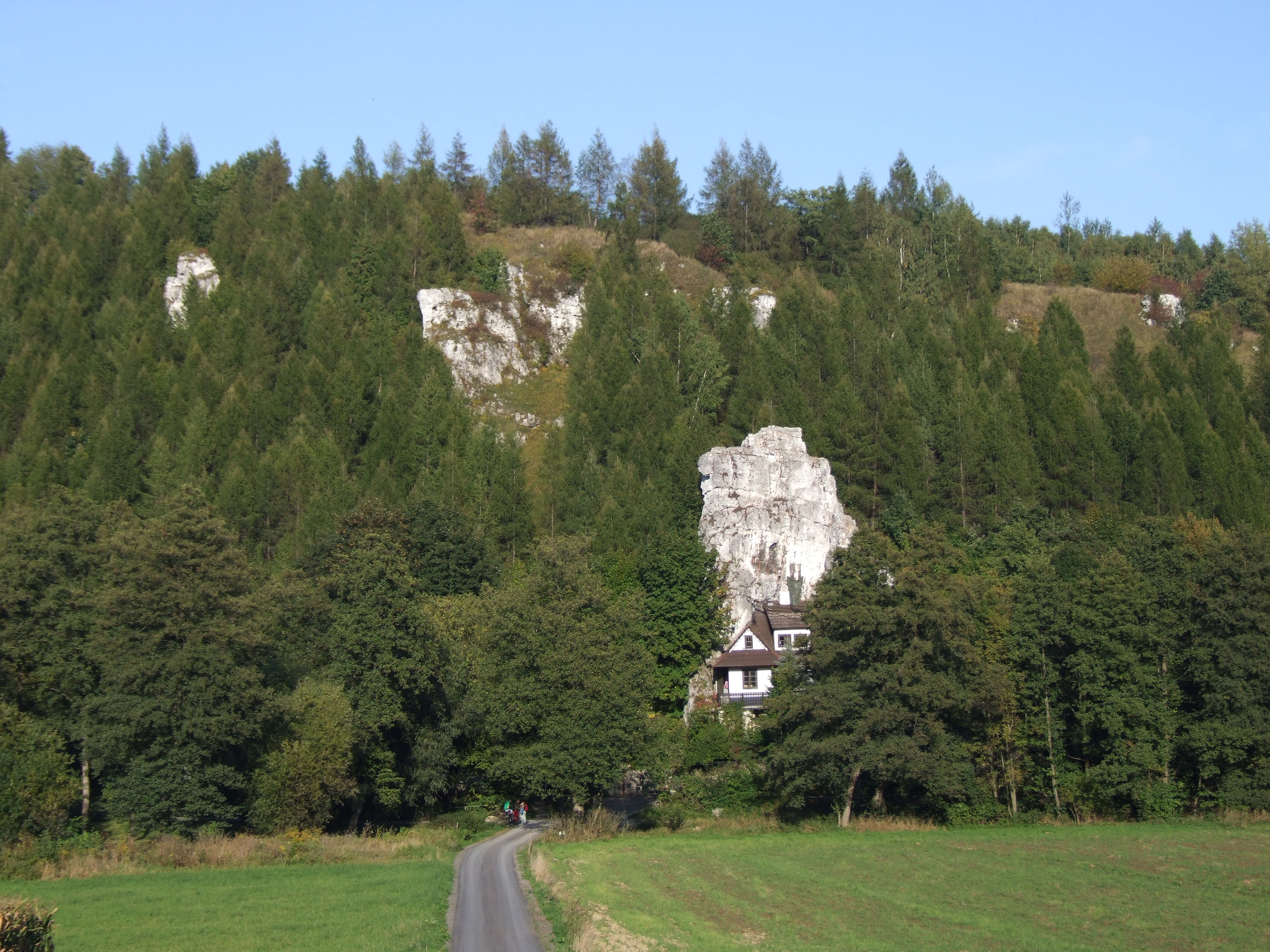
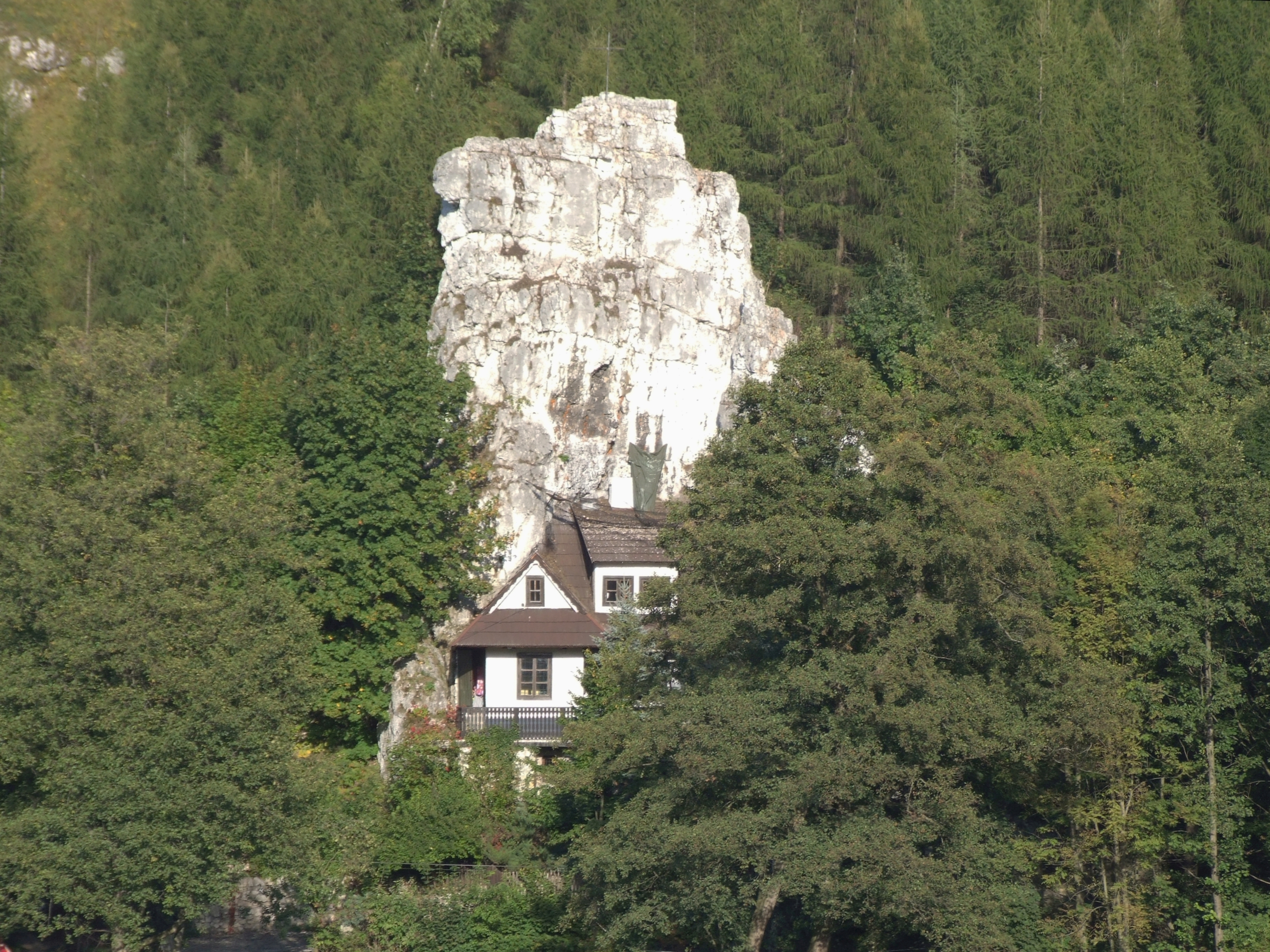
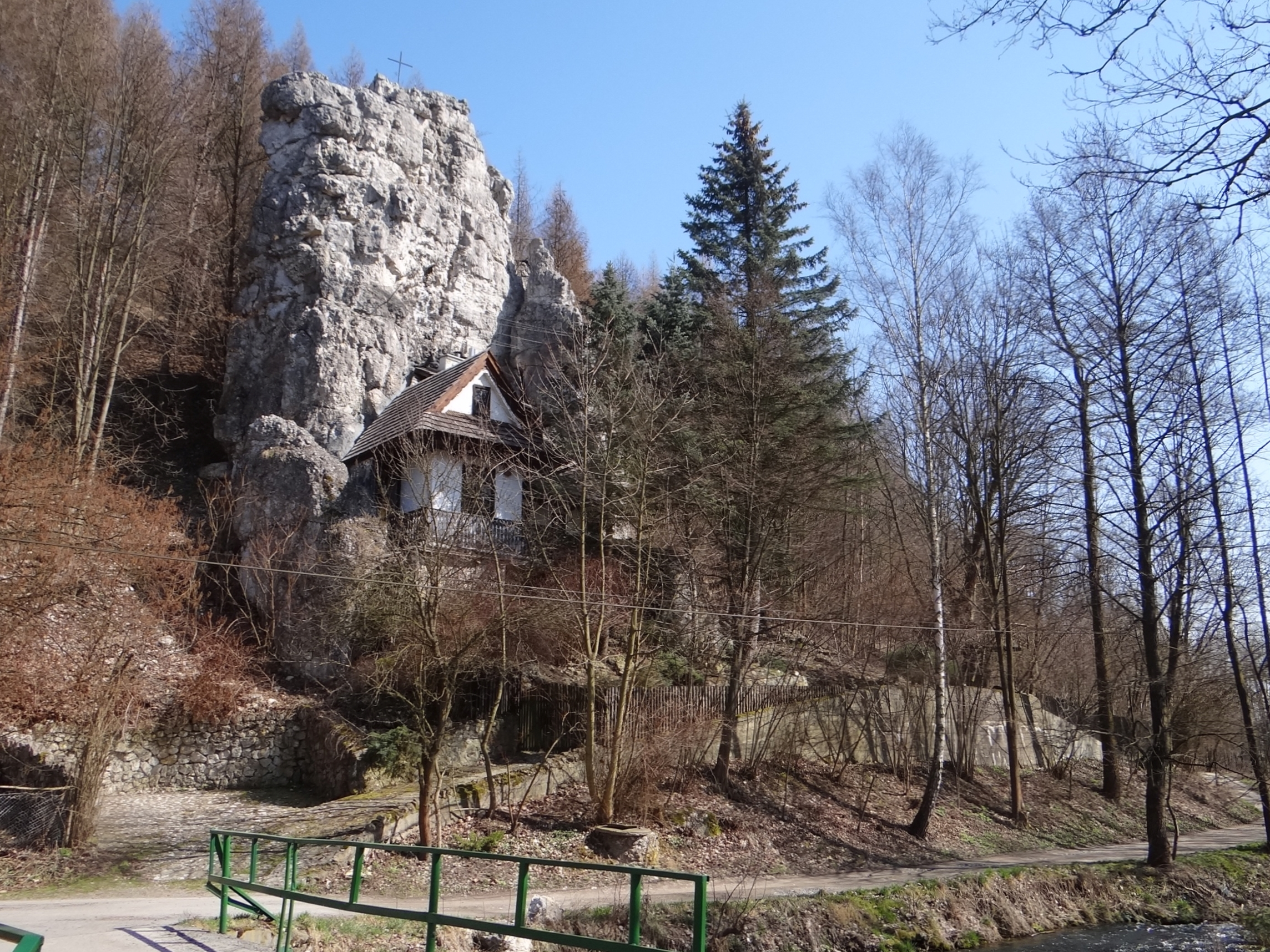
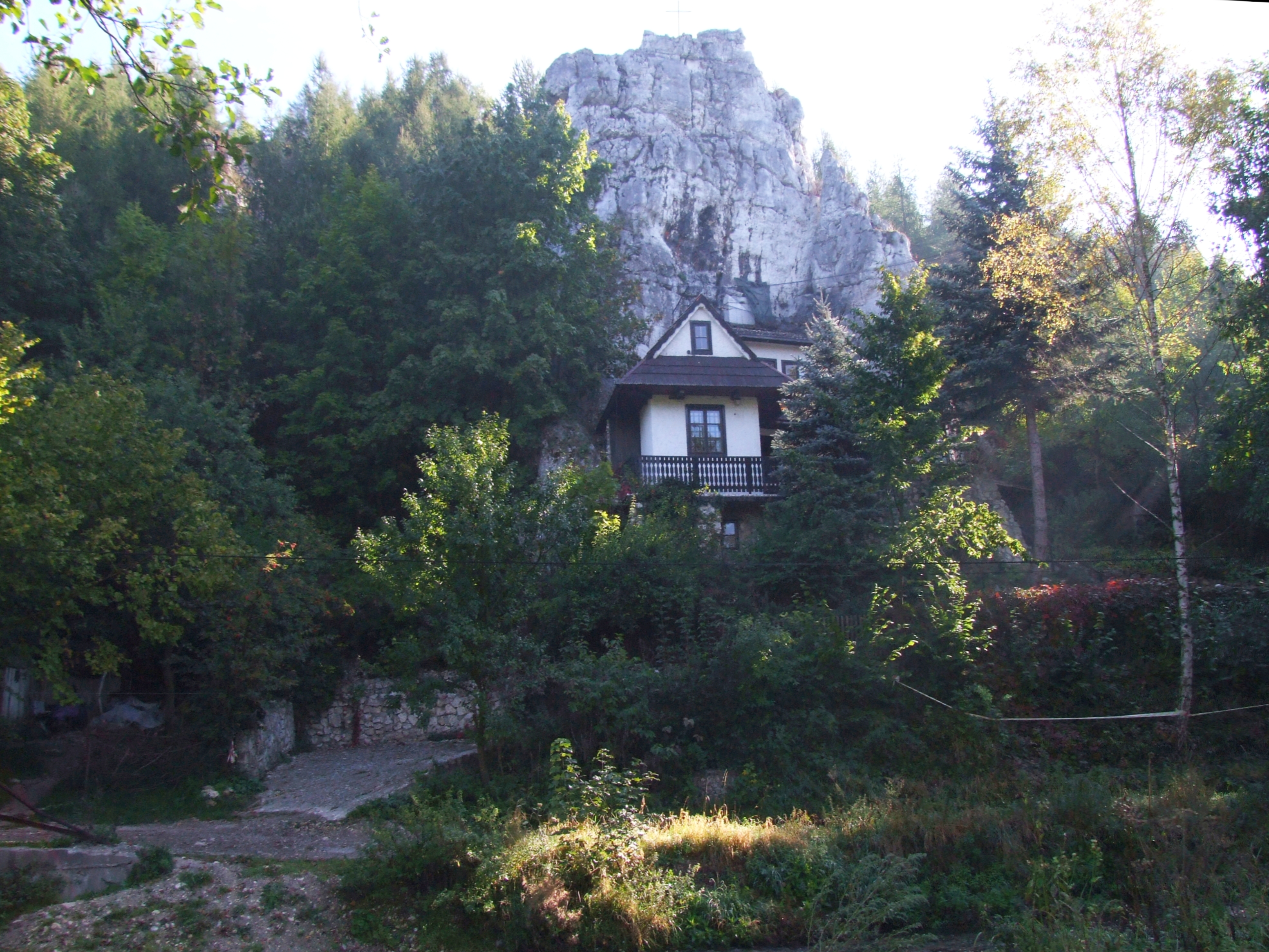

## Wspinaczka skalna
W latach 90. XX wieku na skale tej odbywała się wspinaczka skalna. Jest 19 dróg wspinaczkowych o trudności od VI do VI.5/5+ w skali polskiej. Skała cieszyła się wśród wspinaczy skalnych dużą popularnością. Autorami pierwszych przejść tych dróg byli m.in. tacy słani himalaiści i wspinacze skalni jak Wojciech Kurtyka, Piotr Korczak,  Andrzej Marcisz. Część dróg ma zamontowane stałe punkty asekuracyjne, ale ze względu na stare kotwy wspinaczka przy ich wykorzystaniu jest niebezpieczna, na niektórych wspinaczka tradycyjna. Dyrekcja OPN zabroniła na niej wspinaczki, trwają jednak negocjacje i wspinacze skalni mają nadzieję, że możliwość wspinaczki na niej jeszcze wróci.

1. Lewa droga; VI, trad
2. Słoń w składzie porcelany; VI.3
3. Taniec pingwina; VI.3+
4. Piromania; VI.6
5. Rysa efemeryczna; VI.2+
6. Wozy strażackie; VI.5+
7. Śmierć kurduplom; VI.4+
8. Powrót Jedi; VI.5
9. Lumpenproletariat; VI.2
10. Rydwany ognia; VI.4+
11. Imperium kontratakuje; VI.5+
12. Sztaba złota; VI.4+
13. Komin Łaskawca; VI+
14. Rysa paraboliczna; VI+
15. Depresja pod dziobem; VI.2+
16. Ringostrada; VI.4
17. Billy Skórcorz; VI.5/5+
18. Czarna rozpacz; VI.3[4].